# 高橋正和 (アナウンサー)
高橋 正和（たかはし まさかず、10月26日 - ）は、秋田朝日放送 (AAB) のアナウンサー。

## 来歴
新潟県北蒲原郡中条町（現・胎内市）出身。日本大学文理学部国文学科卒業。
大学を卒業後、2004年4月に秋田朝日放送に入社。同局では、報道番組のキャスターとスポーツ中継の実況を主に担当した。また同局がアナログ放送を行っていた頃には、アナウンス業務と並行して地上デジタル放送推進大使も務めていた。2010年12月、第9回ANNアナウンサー賞の高校野球実況部門で優秀賞を受賞した。高橋は、入社1年目にも第3回ANNアナウンサー賞で奨励賞を受賞している。
2018年3月いっぱいで秋田朝日放送を退社し、同年4月にNST新潟総合テレビへ移籍した。
2022年3月いっぱいでNST新潟総合テレビを退社し、同年4月に秋田朝日放送へ再び移籍した。
既婚者で、1児の父。

## 担当番組

### 秋田朝日放送
- 全国高等学校野球選手権秋田大会中継 夢球場 - 入社1年目から実況を担当[4]。
- スーパーJチャンネルあきた - キャスター[6][7]、スポーツコーナー担当[8]
- Go!ハピネッツ 秋田バスケ応援宣言[8]
- 情報ニュースショー トレタテ! - 『スーパーJチャンネルあきた』との統合・改題後にも引き続き出演[9]。
- bjリーグ中継 - 秋田ノーザンハピネッツホームゲーム中継担当[10]
- Jリーグ中継 - DAZN・ブラウブリッツ秋田ホームゲーム中継担当（2017年8月 - 2018年3月）
- トレタテ!（2022年4月4日 - ）金曜メイン・月曜 - 木曜サブキャスター
- AABニュース&ウェザー

### NST新潟総合テレビ
- NSTスマイルネットワーク[注釈 1][11]
- NST Live News it! - 「マンデースポーツ」リポーター[12]
- NSTみんなのKEIBA - MC
- NSTニュース